# Екологічна рівновага
Екологічна рівновага — це відносний баланс стійкості видового складу живих організмів, їх чисельності, продуктивності, просторового розміщення, сезонних змін, біотичного кругообігу речовин та інших біологічних процесів у природних або змінених людиною екологічних системах.
Кібернетичний закон внутрішньої динамічної рівноваги полягає в тому, що порушення хоча б одного із параметрів екосистеми неминуче призводить до змін інших показників чи підсистем. Цим законом пояснюємо гомеостаз організму, популяції і навіть усього біогеоценозу.